# مرکز ناسا در استانبول
مرکز ناسا در استانبول ترکیه روز جمعه ۲ اوت ۲۰۱۷ افتتاح شد تا برای اولین بار در جهان از تجهیزاتی استفاده شود که بتوان دو تا سه ماه زودتر از وقوع زلزله آنرا پیش‌بینی کرد.

## هدف
هدف از تأسیس این مرکز این است که پیش از وقوع زلزله در مورد مکان، زمان، و شدت زمین‌لرزه هشدار داده شود. برای رسیدن به این هدف میزان زیادی داده‌ها در حال بررسی و ارزیابی هستند تا به نتیجه برسد.

## تأسیس
مرکز ناسا در استانبول ترکیه توسط دو بنیاد پژوهشی جابه‌جایی‌های طبیعی ترکیه و بنیاد تحقیقاتی جئوکاسمو، وابسته به ناسا واقع در کالیفرنیا ایجاد شده‌است. جئوکاسمو تشکلی از دانشمندان، شرکت‌ها، سازمان‌ها، دولت‌ها، و افراد است که از ایجاد یک سامانه جهانی پیش‌بینی زمین‌لرزه حمایت می‌کنند.

## توانمندی
عوامل مختلفی وجود دارد که می‌توان با آن زمین لرزه‌های خیلی بزرگ را تا یک ماه قبل پیش‌بینی کرد.

## پیشینه
در سال ۱۹۹۹ در مرمره که کانون آن در ۱۰۰ کیلومتری استانبول است، زمین‌لرزه‌ای باعث کشته شدن ۱۷۰۰۰ نفر و بی‌خانمانی هزاران نفر شد.

## پیش‌بینی
زلزله‌های مشابه سال ۱۹۹۹ را در آینده در منطقه مرمر بر اثر حرکت گسل موسوم به آناتولی شمالی پیش‌بینی می‌کنند.
همچنین پیش‌بینی می‌شود که زلزله‌ای ویرانگر با قدرت ۸ ریشتر در تهران به وقوع بپیوندد و این استعداد در این منطقه وجود دارد.